# Hypselonotus punctiventris
Hypselonotus punctiventris är en insektsart som beskrevs av Carl Stål 1862. Hypselonotus punctiventris ingår i släktet Hypselonotus och familjen bredkantskinnbaggar. Inga underarter finns listade i Catalogue of Life.